# La Rouge
Pour les articles homonymes, voir Rouge (homonymie).
La Rouge est une ancienne commune française, située dans le département de l'Orne en région Normandie, devenue le 1er janvier 2016 une commune déléguée au sein de la commune nouvelle de Val-au-Perche.
Elle est peuplée de 634 habitants.

## Géographie
La commune est au sud-ouest du Perche. Elle fait partie du canton de Ceton (du Theil jusqu’en 2014) et de la communauté de communes du Val d’Huisne dont le siège est au Le Theil-sur-Huisne. Son territoire s’étale sur une superficie de 1 174 hectares compris dans le parc naturel régional du Perche. Son bourg est à 3 km au nord-est du Theil, à 11 km au sud-ouest de Nogent-le-Rotrou et à 20 km au sud-est de Bellême.
Les terrains que l’on y rencontre sont des alluvions, de l’argile à silex, des sables ferrugineux, de la craie de Rouen.
Le territoire est arrosé par l’Huisne et le ruisseau de la Rougette.
| Préaux-du-Perche (comm. nouv. de Perche-en-Nocé) | Saint-Agnan-sur-Erre (comm. nouv. de Val-au-Perche) | Saint-Hilaire-sur-Erre              |
| L'Hermitière (comm. nouv. de Val-au-Perche)      | La Rouge                                            | Saint-Hilaire-sur-Erre              |
| Le Theil (comm. nouv. de Val-au-Perche)          | Mâle (comm. nouv. de Val-au-Perche)                 | Mâle (comm. nouv. de Val-au-Perche) |

## Toponymie
Le toponyme semble issu, comme le nom de la couleur en français moderne, du latin rubeus (féminin rubea), « roux », « rousse », qualifiant sans doute une maison ou une terre du lieu,.
Le gentilé est Rougien.

## Histoire
Il existait plusieurs moulins à blé : celui de Fée sur l’Huisne produisant sept quintaux par jour en 1809, de la Beausonnière sur la Rougette produisant trois quintaux par jour en 1809. En raison des gelées, du niveau bas des cours d’eau l’été, du curage des biefs, les moulins fonctionnaient 250 jours par an. Le seigle, l’orge et le sarrasin étaient les matières premières.

### Seconde Guerre mondiale
Le bombardier Halifax d'un jeune aviateur anglais de la Royal Air Force, Robert Bensley, tout juste âgé de 22 ans, est abattu par la DCA allemande. Il a d’abord été touché à Châteaudun puis s’est écrasé à la Braudière sur le territoire. Il est enterré dans le cimetière de La Rouge.

### Création de la commune nouvelle de Val-au-Perche
Le 1er janvier 2016, La Rouge intègre avec cinq autres communes la commune de Val-au-Perche créée sous le régime juridique des communes nouvelles instauré par la loi no 2010-1563 du 16 décembre 2010 de réforme des collectivités territoriales. Les communes de Gémages, L'Hermitière, Mâle, La Rouge, Saint-Agnan-sur-Erre et Le Theil deviennent des communes déléguées et Le Theil est le chef-lieu de la commune nouvelle.

## Héraldique

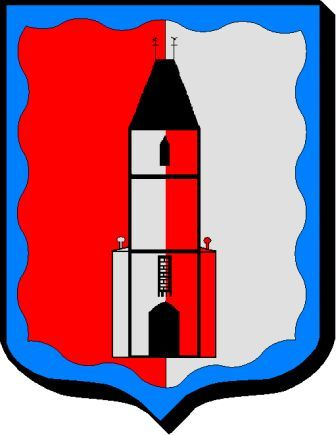

La réunion du conseil municipal du 7 juillet 2011 a validé la création du blason de la commune de La Rouge.
Le blason cerné d’un liseré bleu en forme de vague, symbolise l’image de la Rougette et de l’Huisne serpentant sur le territoire de la commune, l’église avec sa façade carrée est l’emblème central de la commune, la couleur rouge quant à elle, rappelle le nom de la commune et la couleur blanche, le passé féodal du temps des seigneurs ayant vécu dans les manoirs environnants.

## Politique et administration
| Période                                  | Période       | Identité          | Étiquette | Qualité                           |
| ---------------------------------------- | ------------- | ----------------- | --------- | --------------------------------- |
| 1962                                     | mars 1983     | Michel Bailliard  |           |                                   |
| mars 1983                                | mars 2001     | William Ferdinand |           |                                   |
| mars 2001                                | octobre 2003  | Bernard Met       |           |                                   |
| octobre 2003                             | mars 2008     | Michel Letourneur |           |                                   |
| mars 2008                                | décembre 2015 | Jacques Truillet  | SE        | Plombier chauffagiste électricien |
| Les données manquantes sont à compléter. |               |                   |           |                                   |

Le conseil municipal était composé de quinze membres dont le maire et deux adjoints. Ces conseillers intègrent au complet le conseil municipal de Val-au-Perche le 1er janvier 2016 jusqu'en 2020 et Jacques Truillet devient maire délégué. Depuis mai 2020, La Rouge n'est plus représentée par un maire délégué, mais est suivie par un adjoint au maire de Val-au-Perche[réf. souhaitée].
La commune possède sa propre école maternelle qui accueille les enfants du regroupement pédagogique Mâle - La Rouge. Une garderie est aussi présente et une cantine assure les repas.
Un ramassage scolaire est organisé pour les enfants des écoles maternelles et primaires. Concernant le secondaire, les jeunes prennent le car ou le train vers Nogent-le-Rotrou et La Ferté-Bernard.

## Démographie
En 2021, la commune comptait 634 habitants. Depuis 2004, les enquêtes de recensement dans les communes de moins de 10 000 habitants ont lieu tous les cinq ans (en 2007, 2012, 2017, etc. pour La Rouge) et les chiffres de population municipale légale des autres années sont des estimations.
Depuis deux siècles et l'établissement des recensements, La Rouge a un nombre d'habitants relativement stable. La commune avait compté jusqu'à 725 habitants en 1800 puis la population était redescendu à 504 (1926). Le précédent maximum fut dépassé en 1982 (759 habitants).
| 1793 | 1800 | 1806 | 1821 | 1836 | 1841 | 1846 | 1851 | 1856 |
| ---- | ---- | ---- | ---- | ---- | ---- | ---- | ---- | ---- |
| 645  | 725  | 670  | 705  | 713  | 701  | 688  | 650  | 675  |

| 1861 | 1866 | 1872 | 1876 | 1881 | 1886 | 1891 | 1896 | 1901 |
| ---- | ---- | ---- | ---- | ---- | ---- | ---- | ---- | ---- |
| 654  | 655  | 617  | 653  | 578  | 540  | 602  | 608  | 600  |

| 1906 | 1911 | 1921 | 1926 | 1931 | 1936 | 1946 | 1954 | 1962 |
| ---- | ---- | ---- | ---- | ---- | ---- | ---- | ---- | ---- |
| 602  | 602  | 506  | 504  | 518  | 530  | 505  | 522  | 510  |

| 1968 | 1975 | 1982 | 1990 | 1999 | 2007 | 2011 | 2016 | 2020 |
| ---- | ---- | ---- | ---- | ---- | ---- | ---- | ---- | ---- |
| 470  | 648  | 759  | 751  | 663  | 637  | 680  | 738  | 642  |

## Économie
En ce qui concerne les emplois, une partie des actifs travaille sur la commune du Theil, mais d’autres vont vers La Ferté-Bernard, Nogent-le-Rotrou, Chartres ou Le Mans et même Paris. Quelques-uns peuvent cependant travailler dans les entreprises rougiennes comme la cidrerie CSR, la coopérative agricole du Dunois, la gare ou la sous-station EDF.
Plusieurs artisans sont établis à La Rouge : peintre, carreleur, électricien, mécanicien automobile notamment. Il y a encore six exploitations agricoles sur la commune s’occupant de cultures, de productions laitières, d’élevage bovin et de poulets.
Un gîte rural a été créé dans le hameau de la Goglinière.

## Lieux et monuments

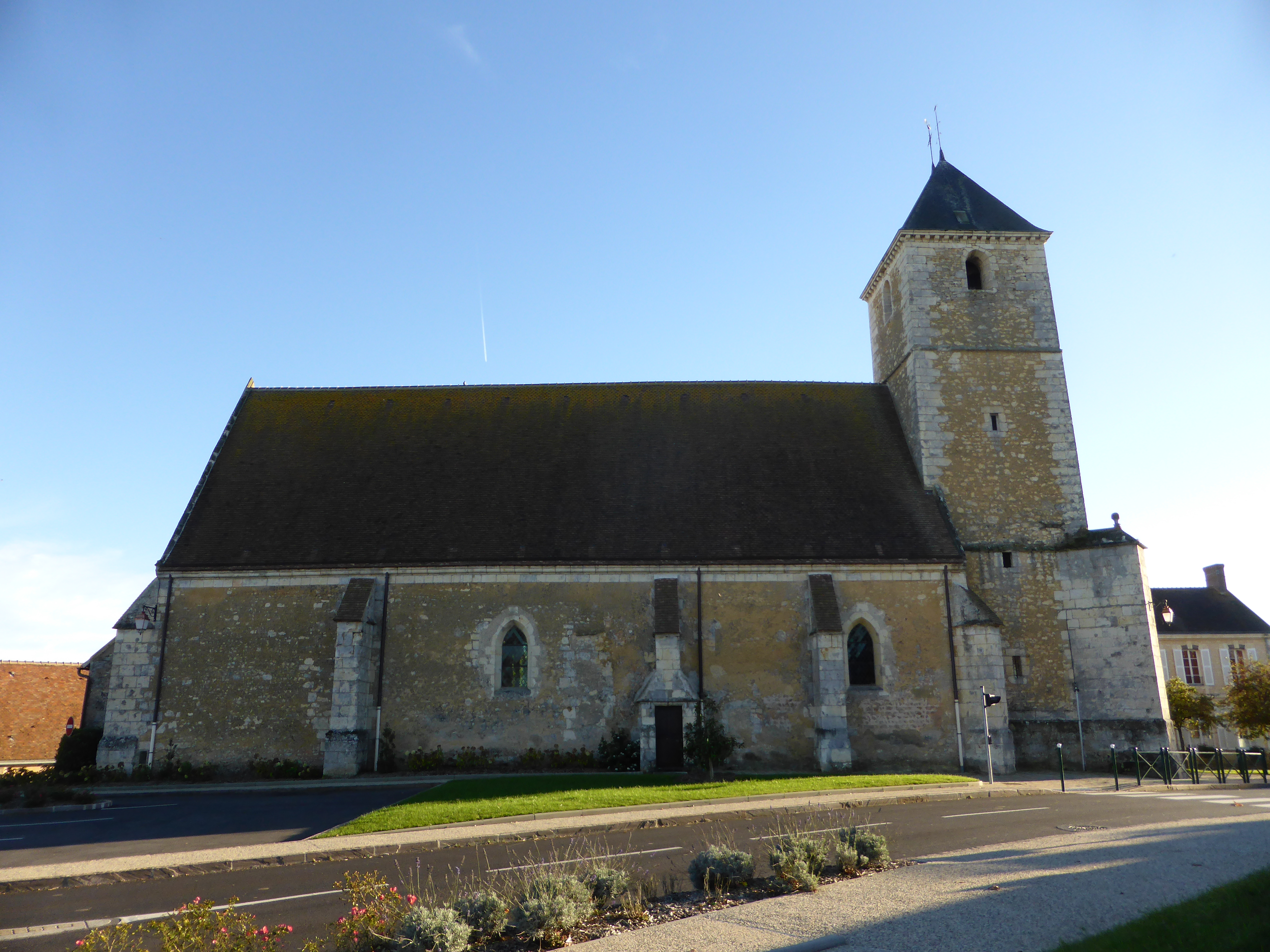
L'église Saint-Rémi de La Rouge.

L'église Saint-Rémy est d’origine romane. Elle abrite plusieurs œuvres classées au titre objet. Elle est construite en plusieurs étapes : aux XIIe et XIIIe siècles, comme en témoigne son porche contre-brisé visible après avoir passé la première porte du clocher, puis aux XVe et XVIe siècles avec la construction du clocher, l’ouverture de portes latérales aménagées dans les contreforts (unique dans la région), et son élargissement au sud avec le percement de deux baies de style Renaissance dotées de vitraux classés en 1905, représentant saint Michel et ses deux donateurs, sainte Catherine au centre avec les blasons reconstitués d’une famille seigneuriale de La Rouge : les Le Roy de Chavigny, enfin une pietà. L’église joua un rôle protecteur pour sa population lors des révoltes paysannes mais aussi lors des brigandages. Elle fut dotée d’un haut clocher carré avec quatre fenêtres en son sommet pour surveiller les alentours, d’une bretèche au-dessus du portail principal et de sas pour ses deux portes latérales protégées par ses épais contreforts. L’abside est plate comme dans de nombreuses petites églises de campagne. Deux fenêtres furent ouvertes au nord pour donner plus de clarté en 1790. Après la tourmente révolutionnaire fut installé un retable du XVIIe siècle (classé en 1968) provenant des Récollets de Cherré proche de La Ferté-Bernard.
Le manoir de la Gauberdière date de la fin du XVe siècle et est doté d'une chapelle de la fin du XVIe siècle. Il a été construit par Louis Gaubert, lieutenant général du bailli du Theil et de Préaux, bailli de Villeray, de Ceton, puis de Saint-Denis de Nogent-le-Rotrou, époux de Marguerite Du Fay, originaire de Ceton. Le manoir est partiellement inscrit au titre des monuments historiques.
La Beaussonnière est la plus ancienne seigneurie de La Rouge, la plus puissante aussi avec une partie datant de la fin du XIIIe siècle, puis une extension en deux étapes vers 1450, puis vers 1500. Ce fief relevait de la châtellenie de Bellême, et se composait de cinq arrière-fiefs : la Fontaine, le Marais, le Boulay, la Rigaudière, la Senoudière. Au début du XIVe siècle, il appartenait à Nicolas Le Roy, d’une famille originaire du Poitou (Loudun), époux d’Alix Louël de la Vove.
Le château de Lorière est construit en 1746 à l’emplacement d’un manoir par François de Carpentin. De plan rectangulaire avec pavillons carrés à chaque extrémité, le centre forme saillie, et est doté au niveau de la toiture d’un petit fronton triangulaire armorié. Le parc à l'anglaise a été restauré par les actuels propriétaires et proposé à la visite. Le château et son parc sont partiellement inscrits au titre des monuments historiques.
La gare du Theil - La Rouge est sur le territoire.

## Activité et manifestations

### Associations
Une vie associative est présente au sein de La Rouge avec le comité des fêtes, l’association des anciens, Générations Mouvement, le groupe folklorique des Percherons de La Rouge, ainsi que les amis du patrimoine qui se sont mobilisés pour la restauration de l’église.

### Manifestations
La fête communale, organisée par le comité des fêtes, se déroule chaque deuxième week-end du mois de septembre.

## Personnalités liées à la commune
Les parents de Jean-Luc Ettori ont habité la commune entre 1978 et 1988. Il y a célébré son mariage en 1980.[réf. nécessaire]